# Chic-Choc
Chic-Choc (fr. Monts Chic-Choc) – łańcuch górski w kanadyjskiej prowincji Quebec, w centralnej części półwyspu Gaspésie. Jest częścią gór Notre-Dame, które stanowią północną kontynuację Appalachów. 
Góry te są silnie zerodowane, ich wierzchołki są płaskie, a zbocza strome. Ponad 25 szczytów osiąga wysokość ponad 1000 metrów, najwyższym z nich jest Mont Jacques-Cartier o wysokości 1 268 m n.p.m.
Sieć szlaków, w tym Międzynarodowy Szlak Appalachów, przechodzi przez góry Chic-Choc, większość ich powierzchni chroni natomiast Parc national de la Gaspésie. W dolinach górskich można spotkać renifery.
Nazwa „Chic-Choc” pochodzi od słowa z języka ludu Mi'kmaq, które oznacza „nieprzekraczalną barierę”.

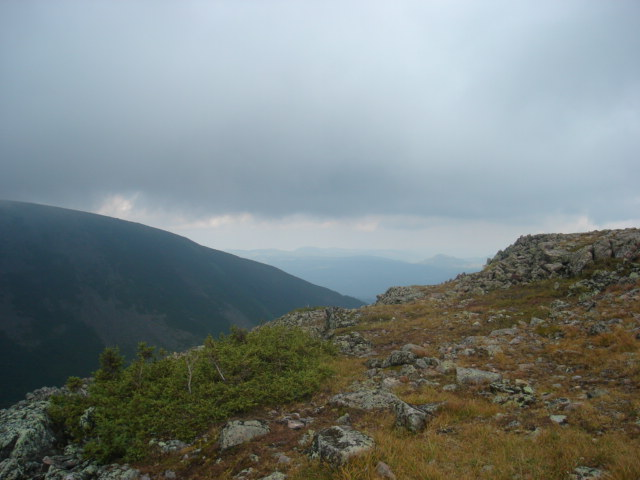
Widok z Mont Jacques-Cartier.
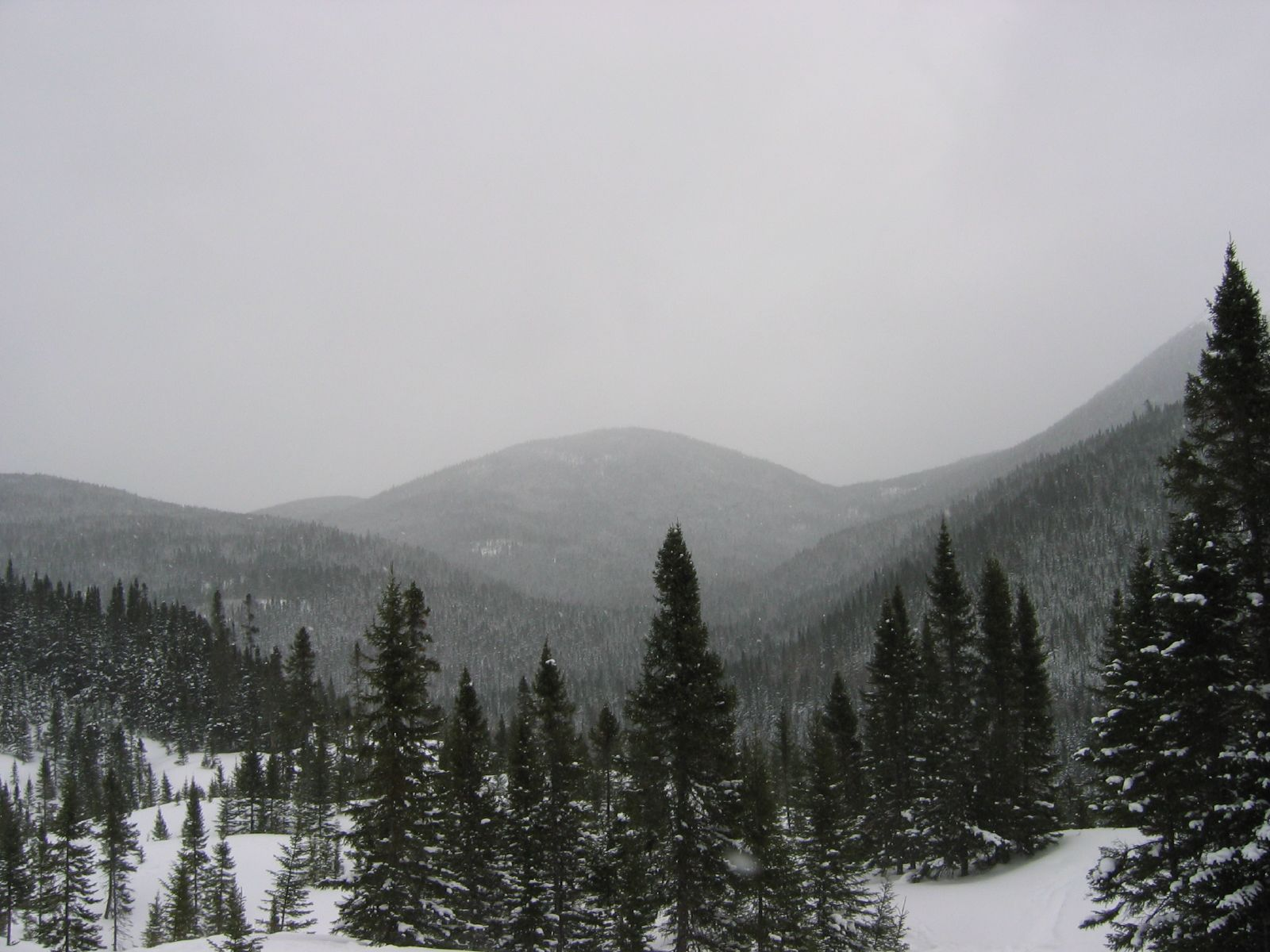
Zima w górach Chic-Choc.